# Onthophagus iyengari
Onthophagus iyengari là một loài bọ cánh cứng trong họ Bọ hung (Scarabaeidae).